# ESFORIN
Die ESFORIN SE (Eigenschreibweise ES·FOR·IN oder Esforin) ist ein deutsches Unternehmen für digitale Energiedienstleistungen mit Fokus auf Flexibilitätsvermarktung. Das Kerngeschäft der Flexibilitätsvermarktung erfolgt an den europäischen Energiebörsen im auktionsbasierten und kontinuierlichen Handel. Das Unternehmen hat seinen Sitz in Essen, Deutschland.

## Geschichte
Der Name ES·FOR·IN steht für Energy Services for Industry. ES·FOR·IN wurde als europäische Aktiengesellschaft in Essen im September 2014 gegründet. Nach dem Unternehmensaufbau in 2015, begann das Unternehmen 2016 den Betrieb als unabhängiger, digitaler Energiedienstleister für Strom und Gas im Energiemarkt. Aktuell ist die Gesellschaft in Deutschland, Österreich und den Niederlanden tätig. Das Liefergeschäft Strom und Gas in UK wurde 2021 an E.ON übertragen, wobei notwendige Lizenzen für das Liefergeschäft noch bestehen. Anlass war der Verlust eines Vertriebskunden im dortigen Markt an den Konkurrenten E.ON.

## Unternehmensstruktur
ES·FOR·IN wird von den beiden Vorständen Christian Hövelhaus (CEO) und Christoph Gardlo (COO) geführt und verfügt über eine digitale Optimierungsplattform für den algorithmischen Intraday-Handel von Strom und Gas. Das Unternehmen ist in vier europäischen Ländern tätig und handelt die Güter nach Kundenvorgaben an den europäischen Strombörsen, wie der EPEX Spot.
ES·FOR·IN hält zudem das Tochterunternehmen IT 24/7SOLUTIONS GmbH, an welchem das Unternehmen zum Ende 2022 zu 90 % beteiligt war. Die IT 24/7SOLUTIONS GmbH erbringt IT-Beratungs- und -Dienstleistungen und hält und verwaltet Beteiligungen und Kapitalanlagen.
2022 waren 27 Mitarbeiter bei ES·FOR·IN beschäftigt, weitere Mitarbeiter sind in dem Tochterunternehmen beschäftigt. Im Geschäftsjahr 2022 stieg der Jahresumsatz gegenüber dem Vorjahr von rund 276,74 Millionen Euro auf 647,08 Millionen Euro. Ursache waren einerseits stark angestiegene Strom- und Gaspreise infolge des Auslaufens russischer Gaslieferungen und Ausbau des Neu- und Bestandskundengeschäfts.

### Kooperationen
ES·FOR·IN ist Partner der Fachagentur Nachwachsende Rohstoffe e. V. (FNR) bei der Umsetzung des Vorhabens VisuFlex. Im Projekt VisuFlex senden Direktvermarkter die Strom-Einspeisemengen von Biogasanlagen aus ihrem Anlagenpool täglich an die VisuFlex-Datenbank. Dadurch soll sichtbar gemacht werden, welchen Beitrag flexible Biogasblockheizwerke zur Versorgungssicherheit leisten können, wenn sie in Ergänzung zu den fluktuierenden erneuerbaren Energien betrieben werden. Seit 2022 vermarktet ES·FOR·IN für das Unternehmen Sonnen verfügbare Energiemengen aus Photovoltaikanlagen durch Algotrading am Intraday-Markt der europäischen Strombörse EPEX Spot. Erstmalig nehmen Privathaushalte so indirekt am Intraday-Handel teil.
2023 wurde eine Kooperation von Esforin und der auf die Installation nachhaltiger Energiesysteme spezialisierten Unternehmensgruppe 1Komma5Grad bekannt.

## Produkte
ES·FOR·IN vertreibt Dienstleistungen zur Optimierung des Energiebedarfs eines Unternehmens, darunter Portfoliomanagement, Kurzfristhandel an Strom- und Erdgasmärkten und Flexibilitätsvermarktung. Das Kernprodukt der Flexibilitätsvermarktung von Strom und Gas soll auf Kundenseite zur Einsparung von Energiekosten und einem Imagegewinn hinsichtlich CO2-Reduktion und Unterstützung der Energiewende führen. Dazu bestimmen automatisierte Algorithmen von ES·FOR·IN den Zeitpunkt, an dem Unternehmen Strom auf den Intraday-Börsenmärkten für Energie beziehen sollen. Zusätzlich stellt ES·FOR·IN aktuelle Wetter-, Nachfrage- und kurzfristige Strommarktdaten bereit. Anhand dieser Bereitstellung werden betriebseigene Maschinen eines Unternehmens automatisch gesteuert. Zum Kundenstamm gehören vor allem energieintensive Industriekunden, seit 2020 auch Stadtwerke. Zudem vertreibt das Unternehmen zunehmend Dienstleistungen an Betreiber von Biogas-, Biomasse- sowie Windkraftanlagen zur Direktvermarktung erneuerbarer Energien.

## Zertifikate
Anfang 2023 stellte der TÜV Rheinland ES·FOR·IN das Zertifikat Product Carbon Footprint (PCF C01-2022-01-21254731) aus. Damit wird bestätigt, dass ES·FOR·IN für seine Flexibilitätsvermarktung von Strom im Intraday-Handel mittelbar CO2-Reduktionen erwirkt und hierfür transparente nachvollziehbare und konsistente Berechnungsmethoden anwendet, die auf etablierten Datenquellen beruhen. Nach 197.394 Tonnen im Jahr 2021 hat sich die mittelbare CO2- Vermeidung mit 363.267 Tonnen im Jahr 2022 deutlich erhöht.